# Doğancan Aynacı
Doğancan Aynacı (* 11. September 1995 in Ordu) ist ein türkischer Fußballspieler.

## Karriere
Aynacı wurde in der Jugend von Orduspor ausgebildet und am 29. August 2014 in den Profikader aufgenommen, sein Debüt als Profi gab er am 21. Spieltag der PTT 1. Lig-Saison 2014/15 gegen Elazığspor, das Spiel verlor Orduspor mit 6:1. Er stand in der Startaufstellung und wurde in der 46. Minute für Mehmet Batuhan Şenel ausgewechselt.